# Falbygdens hembygds- och fornminnesförening

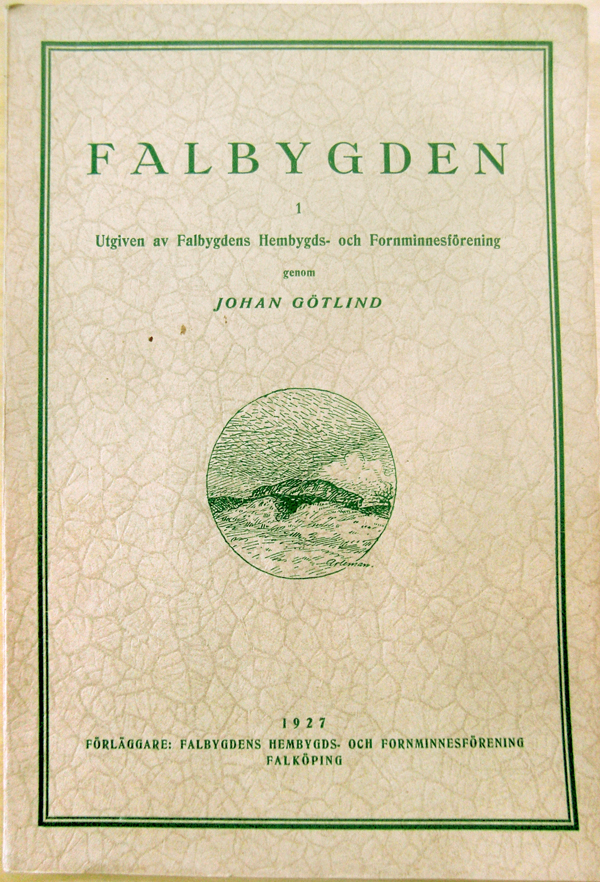
Första numret av föreningens årsskrift Falbygden kom 1927.

Falbygdens hembygds- och fornminnesförening bildades 1921 i Falköping i Västergötland. Ett av föreningens huvudsyften var under många år uppbyggandet av Falbygdens museum, vilket invigdes 1961. Genom föreningens idoga insamlande av föremål kom Falbygdens museum att bli ett av de kommunala museer i Sverige med störst samlingar. Föreningen äger fortfarande större delen av museets samlingar. 
Bland de aktiva i föreningen bör särskilt nämnas tandläkare Einar Magnusson (ordförande 1930-1962), handlaren och poeten John Liedholm (sekreterare 1927-1962), överlärare Hilding Svensson och redaktör Assar Blomberg.
Föreningens årsskrift heter Falbygden och har utgivits sedan 1927. Falbygdens redaktörer har i kronologisk ordning varit Johan Götlind åren 1927-1939, Erik Sandberg åren 1944-1974, Georg von Euler åren 1975-1983, Rolf Green åren 1984-1994, Lena Arvidsson åren 1995-1997 och Ulla Nordmark åren 1998-2002. Sedan 2003 är Bo Johansson och Lena Persson redaktörer.

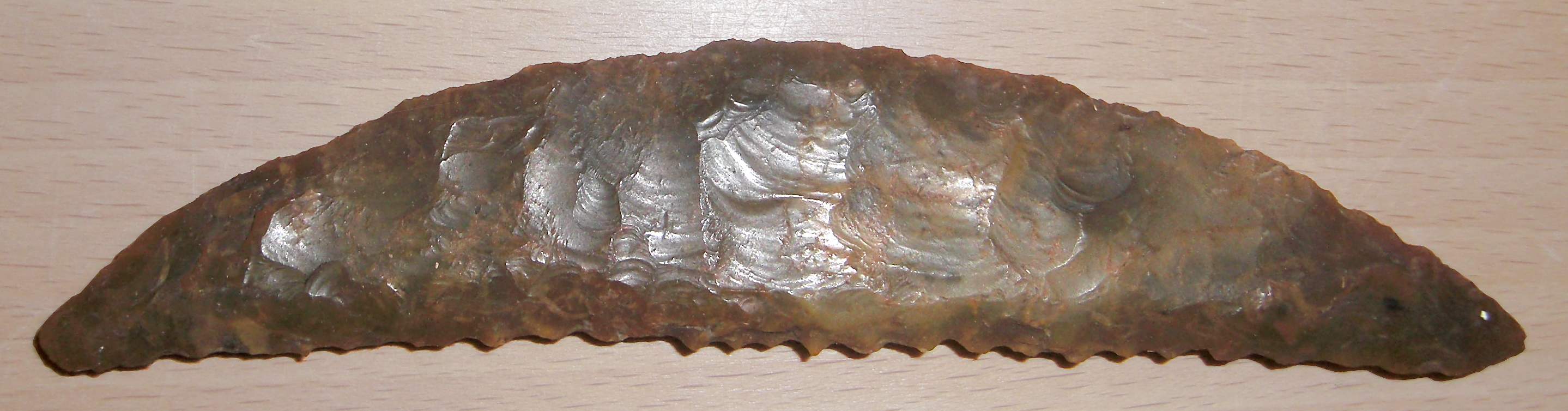
Denna flintskära från Åsle socken kom till föreningens samlingar 1927.
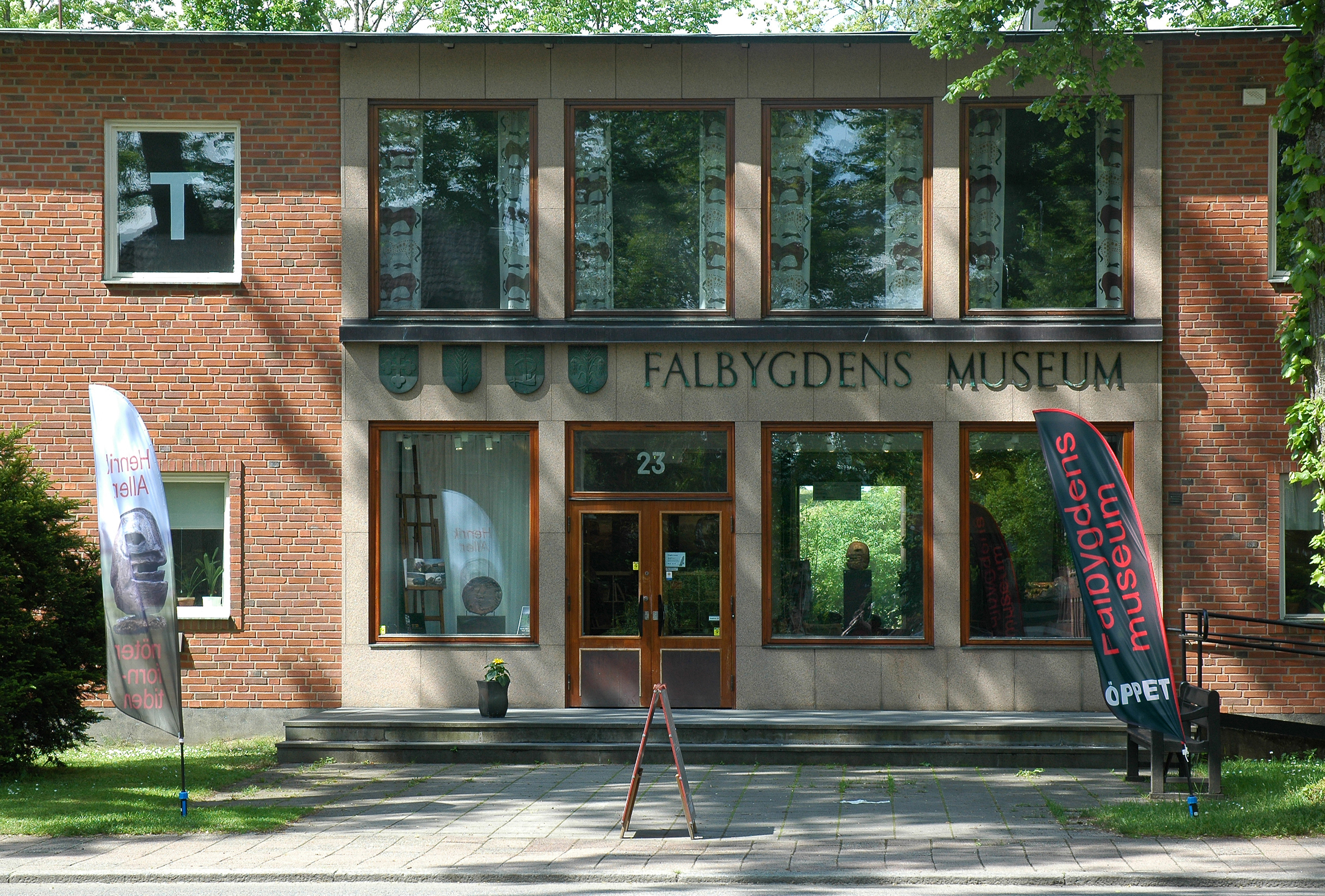
Falbygdens museum invigdes 1961.